# D. Narcisa de Villar
D. Narcisa de Villar é um romance escrito pela catarinense Ana Luísa de Azevedo Castro e publicado com o pseudônimo de "Indygena do Ypiranga" sob forma de folhetim no jornal A marmota de 13 de abril a 6 de julho de 1858. Em 1859 foi lançado em livro. Esse é o primeiro romance publicado por uma escritora de Santa Catarina. Inaugurou os elementos do gótico e do fantástico no Brasil dentre as autoras.

## Sinopse
O enredo começa com uma narrativa de uma lenda apresentada por uma indígena a uma menina. A lenda se passa na época colonial na Ilha do Mel, conhecida por ser assombrada. O romance é protagonizada por Narcisa de Villar, portuguesa que veio morar no Brasil com seus irmãos após a morte de seus pais. Contudo, aqui acaba sendo criada por Efigênia, uma indígena descrita como inteligente e afável. Ela acaba se apaixonando por Leonardo, o filho de Efigênia, porém suas vontades são sufocadas por seus irmãos, que a querem casar por conveniência com um coronel português chamado Pedro Paulo. Ao longo da obra, Narcisa é subjugada por seus irmãos, que representam os vilões da narrativa, enquanto ela luta constantemente para eles não imporem a autoridade acima das vontades pessoais dela. No dia do casamento, Narcisa foge com Leonardo durante uma tempestade, gerando numa perseguição dos irmãos até a Ilha do Mel, onde ocorre o desfecho da obra.

## Características
O romance possui estrutura clara de folhetim: corte de capítulos, ganchos, recapitulações e desfecho trágico. O enredo utiliza de elementos da estética gótica, que se revelam na ambientação de florestas, nas tempestades ao mar, fuga na canoa, o medo incutido na personagem principal e até o próprio recuo ao tempo passado no qual se passa a lenda. A ilha do mel é o cenário apresentado como assombrado, inabitado e com histórias de aparições e fantasmas, contribuindo para a atmosfera gótica.
Ana Luísa de Azevedo Castro ainda faz uma aproximação com a vertente do gótico feminino, que foi o espaço que ela e outras mulheres encontraram para se colocarem como escritoras e exporem suas angústias como mulher na sociedade brasileira. A escrita é feita a partir da perspectiva da mulher, realçando seus interesses, o que serve como uma espécie de denúncia à perseguição que elas sofriam.
D. Narcisa de Villar pode ser considerado um romance indianista, representando Leonardo como herói, além de Castro deixar claro que as personagens indígenas representam o bem, enquanto os homens portugueses o mal.